# Jaunutis
Jaunutis (in polacco Jawnuta, in bielorusso Яўнут?, Jaŭnut, lett. "uomo giovane"), divenuto noto dopo il battesimo come Giovanni (Ioann, Jawnuta o Ivan; 1300 circa – 1366 circa), fu granduca di Lituania dal 1341, anno della morte di suo padre Gediminas, al 1345, quando fu deposto dai fratelli maggiori Algirdas e Kęstutis.
Incapace di gestire il Granducato di Lituania assegnatogli dal padre, la sua parentesi al potere si rivelò effimera. A seguito della sua destituzione, accettò di rinunciare a qualsiasi pretesa sul trono e si accontentò di detenere un titolo nobiliare per il resto della sua vita.

## Biografia

### Prima del regno

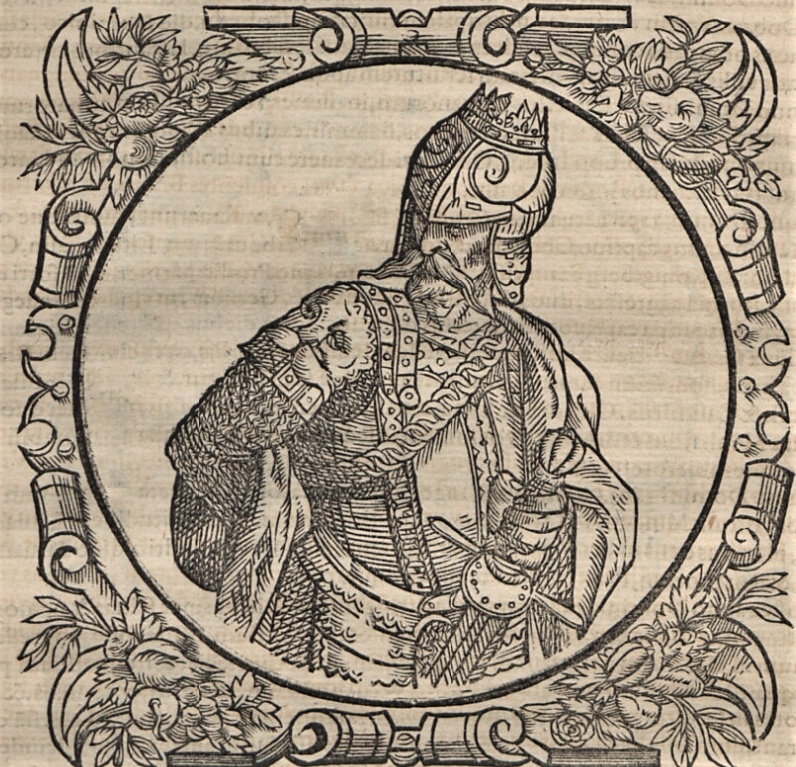
Raffigurazione di Gediminas, padre di Jaunutis, nelle cronache di Alessandro Guagnini pubblicate nel 1578

Non si conosce alcuna informazione relativa all'anno di nascita, tradizionalmente collocato intorno al 1300, né sui primi anni di vita vissuti da Jaunutis. Secondo Jan Tęgowski, uno storico polacco, nacque invece probabilmente tra il 1306 e il 1309. È noto che fosse il figlio del granduca di Lituania Gediminas, ma non è certo se sua madre fosse Jewna o un'altra moglie del sovrano. Il numero di consorti sposate da Gediminas resta incerto, ma si dubita che la madre fosse una donna di fede ortodossa, in quanto secondo lo storico britannico Stephen Christopher Rowell un ipotetico matrimonio con una principessa orientale di sicuro sarebbe stato testimoniato da qualche fonte. Sempre secondo lo stesso studioso, Jaunutis era un valente soldato, ma sulla base dei dati disponibili seguenti al 1345 è lecito dedurre che tra le sue abilità migliori rientravano le capacità diplomatiche e di negoziazione.
Suo padre, salito al potere nel 1316, ricoprì il ruolo di sovrano per più di venticinque anni e riuscì a rendere la Lituania uno Stato centralizzato e territorialmente molto vasto, se si tiene conto del fatto che il Granducato inglobava aree oggi comprese nei confini della Lituania, della Bielorussia, della Russia e dell'Ucraina. Nella speranza di poter preservare quanto conquistato, egli affidò la gestione delle varie regioni del Granducato ai suoi numerosi figli, con Jaunutis e suo fratello Kęstutis che ricevettero la Lituania propria. Dovendo scegliere a chi affidare il ruolo di granduca in punto di morte, Gediminas, il quale perì nel 1341, assegnò il compito a Jaunutis, malgrado egli non fosse il primogenito. Le ragioni alla base di questa scelta non sono del tutto chiare, ma alcuni studiosi hanno teorizzato che questa nomina fosse probabilmente giustificata dal fatto che egli era il primo figlio dell'ultima moglie del sovrano. È plausibile che Narimantas e Algirdas, gli altri due figli di Gediminas che più di ogni altro potevano aspirare a ricoprire la carica di granduca, fossero stati scartati perché il padre temeva che potessero scoppiare dei dissidi tra i due. Considerata la grande fatica con cui Gediminas era riuscito a rendere il Granducato una stabile e robusta potenza dell'Europa orientale, è lecito dedurre che egli volesse scongiurare lo scoppio di un conflitto che poteva rischiare di logorare lo Stato. Si è infine suggerito che si trattò verosimilmente di un compromesso, poiché alcuni dei fratelli di Jaunutis avevano come lui scelto di perseguire la stessa decisione del padre e di rimanere fedeli al paganesimo (ad esempio Algirdas e Kęstutis), mentre altri, malvisti a seguito delle loro conversioni, avevano deciso di abbracciare la religione ortodossa (Narimantas, Karijotas e Liubartas).

### Regno

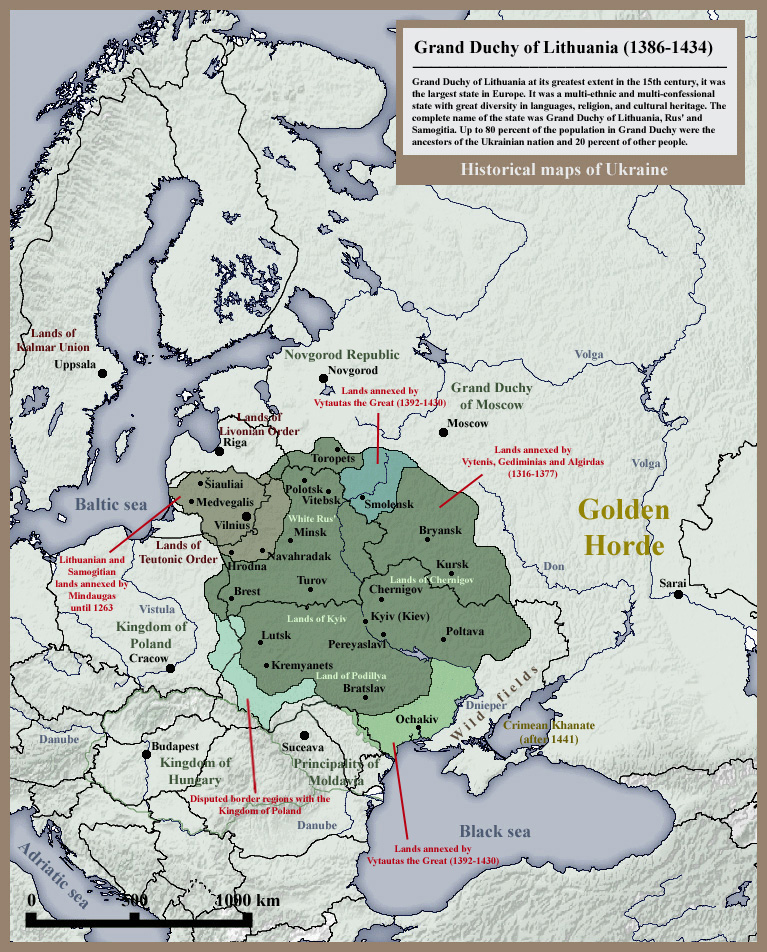
Evoluzione territoriale del Granducato di Lituania nell'Europa orientale dal 1263 al 1434

Le informazioni relative al regno di Jaunutis appaiono decisamente scarse. Il ritratto che solitamente viene affibbiato a Jaunutis è quello di un sovrano svogliato e debole, non all'altezza del suo compito; Rowell ritiene auspicabile una rivalutazione storiografica del granduca, ma resta difficile tracciare un suo profilo, considerata la scarsità di informazioni e la mancata conoscenza di un'eventuale ingerenza di sua madre (un caso inedito nella storia della Lituania) o di qualche suo zio nell'amministrazione della Lituania. Con riferimento alla politica estera, Jaunutis preferì adottare un atteggiamento pacifico, come sua indole, che fu favorito dal momento di crisi che stavano vivendo i Cavalieri teutonici, acerrimi nemici del Granducato, e il loro Gran maestro Ludolf König. I suoi fratelli, al contrario, erano decisamente più bellicosi: si spiega così perché Algirdas attaccò Možajsk e poi prestò soccorso a Pskov quando questa città andò attaccata dall'Ordine di Livonia, un altro ordine religioso cavalleresco attivo nell'Europa orientale e impegnato nella crociata lituana. Approfittando delle debolezze dei teutonici e dei livoniani, i due fratelli di Jaunutis, Algirdas e Kęstutis, decisero di compiere un'ampia campagna che colpì varie aree della Livonia meridionale (grosso modo l'odierna Lettonia), spingendosi fino a est di Riga. Non è chiaro se Jaunutis avesse prestato il proprio tacito consenso o se, semplicemente, non fosse stato materialmente in grado di far desistere i suoi consanguinei dal loro intento.
La situazione cambiò nel 1343 o nel 1344, quando l'Ordine teutonico, forte della proclamazione di una crociata, convinse vari sovrani dell'Europa occidentale a combattere contro la Lituania pagana per vendicare le incursioni subite negli anni precedenti. La chiamata alle armi si rivelò però un «fiasco», considerando che non solo l'attacco crociato indirizzato contro la città di Veliuona si rivelò di scarso effetto, ma che i teutonici dovettero abbandonare la loro campagna offensiva quando seppero che Algirdas stava razziando con successo, ancora una volta, la Livonia. Nel frattempo, a sud Algirdas agì nuovamente senza consultare Jaunutis e prestò assistenza al fratello Liubartas, principe di Volinia e impegnato nelle guerre di Galizia-Volinia. Alla fine, nella seconda metà del 1344, la Lituania rappresentata di fatto da Algirdas e Kęstutis raggiunse un accordo con la Polonia e i crociati, uscendo temporaneamente dalle ostilità. A est, il prosieguo delle campagne lituane veniva guardato con grande attenzione della Moscovia, rivale di Vilnius. Tuttavia, non si giunse mai a uno scontro armato, in quanto Mosca cercò di adottare una strategia diplomatica utile a convincere varie città a cambiare schieramento e a rinnegare i baltici, come nel caso di Brjansk. Inorgogliti dalla fama che stavano guadagnando, oltre che preoccupati dal timore che i crociati potessero scagliare grosse e temibili offensive, Algirdas e Kęstutis si convinsero a destituire il loro fratello Jaunutis nel 1345, che ormai aveva perso con buona dose di probabilità ogni potere sostanziale. Benché si fosse sostenuto in passato che il golpe avvenne il 22 novembre 1345, Rowell ritiene che questa data sia errata, in quanto confusa con il battesimo del granduca appena destituito avvenuto a Mosca il 23 settembre 1345. Vanta solide fondamenta la teoria secondo cui la rimozione dall'incarico fosse stata facilitata dalla morte della madre di Jaunutis, il cui peso politico, come detto, non dovette essere stato trascurabile durante il mandato del figlio.

### Dopo il regno
Il granduca appena destituito fu rimpiazzato da Algirdas e venne relegato in prigione nel castello di Vilnius, da cui riuscì però poco tempo dopo a fuggire raggiungendo dapprima Smolensk e infine Mosca, dove sua sorella Aigusta Anastasia era la granduchessa consorte di Simeone di Russia. Lì decise di convertirsi alla religione ortodossa, ricevendo come nome di battesimo Giovanni (Ioann). Convintosi a riprendere possesso del titolo di granduca, Jaunutis chiese a suo cognato Simeone supporto militare ma invano; la morte di Anastasia, avvenuta proprio in quel frangente nel 1345, rese di certo meno agevoli le operazioni di negoziazione.
Jaunutis non si perse d'animo e strinse contatti con suo fratello Narimantas, il quale condivideva con lui il desiderio di rimuovere dalla sua carica Algirdas e di allontanare Kęstutis; questi ultimi avevano dato vita nel frattempo a una sorta di duumvirato. Narimantas, che aveva preso le parti di Jaunutis dopo la sua destituzione, era stato costretto a fuggire nel territorio dell'Orda d'Oro, dove era stato ben accolto dal khan Jani Beg. Tuttavia, il granduca destituito non riuscì ad ottenere alcun aiuto sostanziale, o quantomeno non uno sufficiente a rendere le sue pretese più credibili agli occhi di Algirdas. Per questo motivo, nel 1347, egli fece ritorno a Vilnius e rinunciò formalmente a ogni tentativo di riottenere la carica di granduca, riconciliandosi dunque con i fratelli. Come premio per il suo rappacificamento, gli fu assegnato il titolo di duca di Zaslavl' (Mstitslav secondo la Visuotinė lietuvių enciklopedija).
In questa nuova fase della sua vita, Jaunutis assunse un ruolo che lo vedeva perlopiù attivo in veste di negoziatore, come dimostra la sua partecipazione a tre trattati stipulati con la Polonia nel 1352, 1358 e 1366. Poiché non viene menzionato in un accordo stretto con l'Ordine di Livonia nel 1367, si tende a presumere che egli morì a cavallo tra 1366 e 1367.

## Ascendenza
|           |                |   | Genitori |  |  | Nonni        |  |  | Bisnonni |  |
|           |                |   |          |  |  | Butvydas (?) |  |  | …        |  |
|           |                |   |          |  |  | Butvydas (?) |  |  | …        |  |
|           |                | … |          |  |  | Butvydas (?) |  |  |          |  |
| Gediminas |                |   |          |  |  | Butvydas (?) |  |  |          |  |
|           |                | … | …        |  |  |              |  |  |          |  |
|           |                | … | …        |  |  |              |  |  |          |  |
|           |                | … | …        |  |  |              |  |  |          |  |
| Jaunutis  |                | … |          |  |  |              |  |  |          |  |
|           | Ivan di Polack | … |          |  |  |              |  |  |          |  |
|           | Ivan di Polack | … |          |  |  |              |  |  |          |  |
|           | Ivan di Polack | … |          |  |  |              |  |  |          |  |
| Jewna     | Ivan di Polack |   |          |  |  |              |  |  |          |  |
|           |                | … | …        |  |  |              |  |  |          |  |
|           |                | … | …        |  |  |              |  |  |          |  |
|           |                | … | …        |  |  |              |  |  |          |  |
|           |                | … |          |  |  |              |  |  |          |  |

## Discendenza
Resta oggetto di dibattito se Jaunutis avesse avuto due figli, come sostiene la Visuotinė lietuvių enciklopedija, oppure tre, come invece ritiene Jan Tęgowski. Secondo lo storico polacco appena citato, Jaunutis era il padre di Symeon Zaslawski, Grzegorz Słucki (non menzionato dalla Visuotinė lietuvių enciklopedija) e Michal Zaslawski. Ereditandola da suo padre, quest'ultimo governò Zaslavl' fino alla sua morte, avvenuta il 12 agosto 1399 in occasione della battaglia del fiume Vorskla.